# 琉森 (加利福尼亞州金斯縣)
琉森（英語：Lucerne）是位於美國加利福尼亞州金斯縣的一個非建制地區。該地的面積和人口皆未知。

## 地理
琉森的座標為36°22′51″N 119°39′51″W / 36.38083°N 119.66417°W，而該地的平均海拔高度為79米（即259英尺）。